# Fischmarkt Hamburg-Altona
Die Fischmarkt Hamburg-Altona GmbH (FMH) entwickelt und verwaltet das Areal des Fischereihafens in Altona und erbringt Dienstleistungen in der Tiefkühllogistik. Seit 1989 ist sie eine hundertprozentige Tochter der Hamburger Hafen und Logistik Aktiengesellschaft (HHLA).
Jährlich werden auf dem Gelände der FMH 36.000 Tonnen Frischfisch umgeschlagen. Auf dem Areal sind 57 fischwirtschaftliche und gastronomische Betriebe mit insgesamt 750 Beschäftigten und einem Jahresumsatz von etwa 280 Millionen Euro angesiedelt. Viele von ihnen liefern bundesweit. So werden rund 14 Prozent der gesamten Frischfischversorgung Deutschlands über Hamburg abgewickelt.
Die FMH hat sich inzwischen von den wasserseitigen Anlandungen unabhängig gemacht, um durch ausländische Einsendungen ein kontinuierliches Angebot für Handel und Endverbraucher sicherstellen zu können.

## Geschichte

Die Hamburger Fischwirtschaft im Areal der FMH

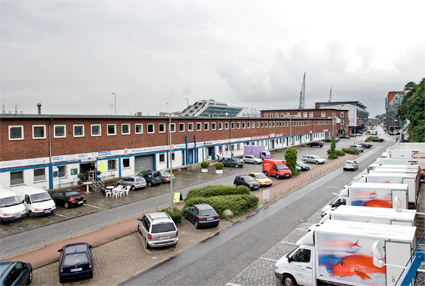
Das Fischmarkt-Gebäude an der Großen Elbstraße

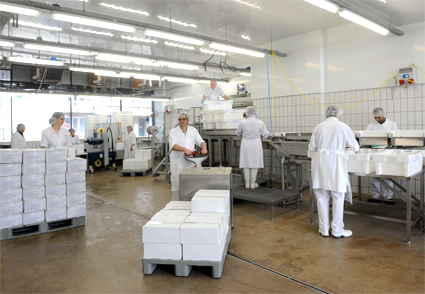
Manufaktur im Fischmarkt

Aufgrund der anhaltenden jahrzehntelangen Konkurrenz zwischen Hamburg und Altona gab es bereits seit der Einrichtung der beiden Fischmärkte im 19. Jahrhundert Bestrebungen, sie zu einem einzigen, gemeinsamen Markt zusammenzulegen. Tatsächlich wurden die beiden Märkte lediglich durch die offizielle Verwaltungsgrenze voneinander unterschieden: Die Fischauktionshalle von Altona, die 1896 in Betrieb genommen wurde, lag nur wenige Hundert Meter von der Hamburger Halle in St. Pauli entfernt, die bis 1971 an ihrem Platz stand.
Nach jahrelangen Verhandlungen konnten sich die beiden Städte schließlich auf die Modalitäten der Zusammenlegung einigen, und im Juni 1934 nahm die Vereinigte Fischmärkte Altona und Hamburg G.m.b.H. als Betriebsgesellschaft ihre Geschäftstätigkeit auf. Auf politischer Seite wurde dieser Prozess abgeschlossen, als am 1. April 1937 das seit mehreren Jahren diskutierte Groß-Hamburg-Gesetz in Kraft trat und das vormals preußische Altona zusammen mit Wandsbek und Harburg-Wilhelmsburg mit Hamburg vereinigt wurde, während Hamburg im Gegenzug die Stadt Geesthacht, einige kleinere Gemeinden sowie seinen Fischereihafen Cuxhaven an Preußen abtreten musste. In diesem Zuge wurde die Gesellschaft im März 1938 zur Fischmarkt Hamburg-Altona GmbH (FMH) umfirmiert.
Der gemeinsame Fischmarkt Hamburg-Altona wurde neben den großen Wesermärkten bald zum bedeutendsten Fischereihafen Deutschlands. Er wurde zum führenden Markt für Edelfisch, zum größten Umschlagsplatz für Hering und zeitweise zum dominierenden Standort der deutschen Fischindustrie. 
Tief greifende Veränderungen in der internationalen Fisch- und Fischereiwirtschaft hatten im Verlauf der Jahrzehnte zur Folge, dass sich das Kerngeschäft der FMH nach und nach verlagerte. Zwar gelang es der FMH, den Fischmarkt Altona zum spezialisierten Standort für hochwertige Seafood-Produkte auszubauen, deren Auktion auf dem Frischfischsektor gut ein Drittel des Verbrauchs im Großraum Hamburg abdeckte. Gleichzeitig gewann aber die Entwicklung und Vermarktung von Gewerbeflächen für die Betriebe der Fischwirtschaft zusehends an Bedeutung. Ziel war hierbei, die Fischwirtschaft auch zukünftig am Fischmarkt zu konzentrieren und die Arbeitsplätze der FMH und der Betriebe am Fischereihafen zu sichern. Vor diesem Hintergrund wurde die FMH im Dezember 1989 an die Hamburger Hafen und Logistik Aktiengesellschaft (HHLA) veräußert. 

### Die FMH heute

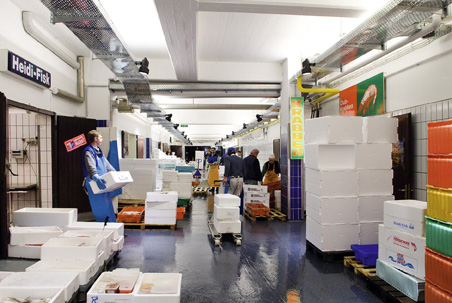
Händler in der neuen Markthalle I

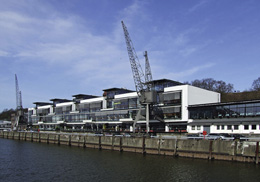
Das Elbkaihaus mit neuen Büro- und Gewerbeflächen

Die FMH entwickelt auf rund 62.800 Quadratmetern Büro- und Gewerbeflächen, die auf die ansässigen Mieter der Fisch- und Hafenwirtschaft zugeschnitten sind. Gleichzeitig bietet sie Dienstleistungen im Bereich der Tiefkühllogistik und im Fischhandel sowie ein Gastronomieangebot. Heute gibt es etwa 130 Mieter aus den unterschiedlichsten Branchen. 
Darüber hinaus hat sich der Fischmarkt zu einer Touristenattraktion entwickelt. 2007 beschloss die Bürgerschaft den Bau eines neuen Kreuzfahrtterminals am Edgar-Engelhard-Kai. Um diese und weitere zusätzliche Nutzungen etablieren zu können, wurde bereits 2006 entschieden, das Gebiet aus dem Hafenentwicklungsgesetz zu entlassen und so eine geordnete städtebauliche Entwicklung zu ermöglichen. Grundidee für zukünftige Entwicklungen ist heute die Öffnung des Areals für eine breite Öffentlichkeit und die Weiterentwicklung des spezifischen Milieus des Fischereigewerbes zu einem architektonischen Anziehungspunkt. Die FMH garantiert in diesem Zusammenhang, dass die Betriebe der Hamburger Fischwirtschaft auch in Zukunft am Fischereihafen konzentriert bleiben. 

### Vom geschlossenen Gewerbegebiet zum offenen Quartier

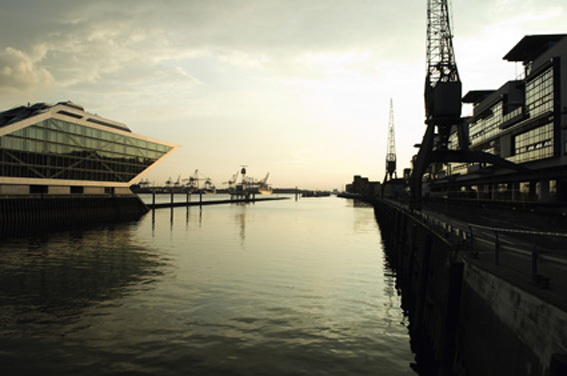
Der Fischereihafen in der Abenddämmerung

Mit der Wiederentdeckung des nördlichen Elbufers war der nördliche Hafenrand seit Beginn der achtziger Jahre langsam aus seiner rein gewerblichen Abgeschlossenheit herausgerückt und in die „Perlenkette“ zwischen Neumühlen und HafenCity eingereiht worden. Mehrere Gebäude aus der Gründungszeit des Fischereihafens wurden inzwischen in die Planungen einbezogen. Im Juli 1992 wurde Speicher D in die Denkmalliste der Stadt eingetragen, nachdem er bereits 1980–82 als erster alter Speicher auf dem Areal von der FMH umgebaut und neu genutzt worden war. 1993/94 wurde das Wohnstift Augustinum im ehemaligen Union-Kühlhaus in Neumühlen fertiggestellt und bezogen. Aus der ehemaligen Kühlhalle III entwickelte die FMH zwischen 1998 und 1999 das „Elbkaihaus“. Im Sommer 2003 wurde das Maschinenhaus, das im Westen an die ehemalige Halle III anschließt, umgebaut. Am westlichen Ende des Ausrüstungskais wurde 2005 das Dockland-Bürogebäude errichtet. Alle diese Projekte gehen auf Ausschreibungen und Planungen aus der zweiten Hälfte der 1980er Jahre zurück. Aktuell ist geplant, die beiden Kühlhallen IV und V abzureißen und diese letzte Lücke in der „Perlenkette“ zu schließen. Für die zukünftige Bebauung und Entwicklung des Grundstücks wurde von der FMH ein Architekten-Wettbewerb ausgeschrieben, dessen Ergebnisse im Juli 2010 vorgestellt worden sind. Die FMH, die in dieses Projekt etwa 75 Millionen Euro investieren will, plant den Baubeginn für 2013. 
Während die FMH den Wandel von einem geschlossenen, fischwirtschaftlich geprägten Gewerbegebiet zu einem offenen Quartier begleitet, bleibt sie gleichzeitig Garant für ein Fortbestehen der Hamburger Fischwirtschaft am Standort. So werden die beiden Tiefkühlhallen IV und V am Elbufer zwar abgerissen, aber am gegenüber liegenden Geesthang soll ein neues Gebäude mit gläserner Fischmanufaktur errichtet werden.